# Микула Селянинович
Микула Селянинович — легендарный пахарь-богатырь в русских былинах новгородского цикла.

## Этимология
Имя Микула — народная форма имени Николай; возможно, результат контаминации с именем Михаил.

### Варианты имени
Вариант имени — Викула — объясняется переходом губного носового «м» в губной неносовой «в» в олонецком говоре. Гораздо разнообразнее отчество Микулы: Селянинович, Селянович, Селянинов, Сеятелевич, Селягинов и Селягинович.

## Образ богатыря-пахаря
Богатырь олицетворяет крестьянскую силу; биться с ним нельзя, так как «весь род Микулов любит Матушка Сыра Земля».
Былины, посвящённые Микуле: «Вольга и Микула Селянинович», «Святогор и Микула Селянинович». Согласно одной из былин, он просит великана Святогора поднять упавшую на землю сумку. Тот не справляется с заданием. Тогда Микула Селянинович поднимает сумку одной рукой, сообщая, что в ней находится «вся тягость земная».
У Микулы Селяниновича, согласно фольклору, было две дочери — богатырки-поленицы (воительницы), которые также являются центральными героинями былин:
- Василиса Микулишна — жена Ставра Годиновича;
- Настасья Микулишна — жена Добрыни Никитича.

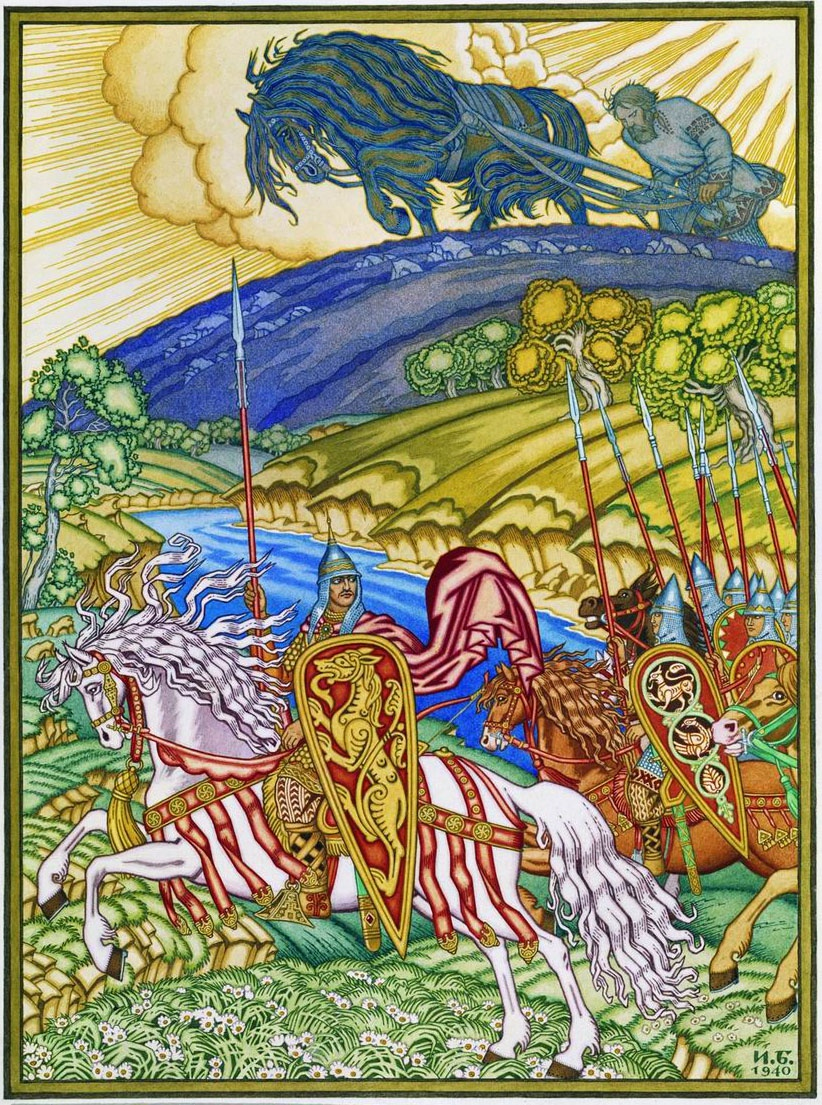
Иван Билибин. «Вольга Святославович и Микула Селянинович»

## Микула и Николай Чудотворец
Связь христианского святого Николая Чудотворца с былинным богатырём Микулой Селяниновичем.
Интересную версию о связи с днём народного календаря Николой вешним приводит П. И. Мельников в 1874 году:

… и прикатил теплый Микула с кормом (9 мая, когда поля совсем покрываются травой — кормом для скота.). Где хлеба довольно в закромах уцелело, там к Микулину дню брагу варят, меда ставят, братчину-микульщину справляют, но таких мест немного. Вешнему Микуле за чарой вина больше празднуют.
В лесах на севере в тот день первый оратай русской земли вспоминался, любимый сын Матери Сырой Земли, богатырь, крестьянством излюбленный, Микула Селянинович, с его сошкой до́рога чёрна дерева, с его гужиками шелко́выми, с омежиком серебряным, с присошками кра́сна золота.
Микулу больше всего смерд (крестьянин, земледелец) чествовал… Ему, поильцу, ему, милостивому кормильцу, и честнее и чаще справлял он праздники… Ему в почесть бывали пиры-столованья на брачинах-микульщинах.

Как почитанье Грома Гремучего при введении христианства перенесли у нас на почитанье Ильи Громовника, а почитанье Волоса, скотьего бога, — на святого Власия, так и чествованье оратая Микулы Селяниныча перевели на христианского святого — Николая Чудотворца. Оттого-то на Руси всего больше Николе Милостивому и празднуют. Весенний праздник Николаю Чудотворцу, которого нет у греков, заимствован был русскими у латинян, чтоб приурочить его к празднику Матери Сырой Земли, что любит «Микулу и род его». Празднество Микуле совпадало с именинами Матери-Земли. И до сих пор два народных праздника рядом сходятся: первый день «Микулы с кормом» (9 мая по ст. ст.), другой день (10 мая по ст. ст.) «именины Матери Сырой Земли».